# LogicalDOC
LogicalDOC ist ein Dokumenten-Management-System, das darauf ausgerichtet ist, Dokumente innerhalb eines Unternehmens zu verwalten und zu teilen.
LogicalDOC ist ein Inhalts-Projektarchiv mit Lucene-Indizierung, jBPM-Arbeitsabläufen und verschiedenen automatischen Import-Verfahren. Das System wurde mit Java-Technologie entwickelt.

## Geschichte
Im Jahr 2006 entschlossen sich zwei Entwickler mit Erfahrung in kommerziellen J2EE-Produkten, ein Geschäft zu gründen, das sich Logical Objects nannte und als Aufgabe die Pflege und Weiterentwicklung des Open-Source-Projekts Contineo hatte. Nach einem Jahr entschloss sich Logical Objects, sich vom alten Projekt zu trennen und ein komplett neues Produkt, LogicalDOC, zu starten.
Mitte 2008 wurde die erste Version auf SourceForge zur Verfügung gestellt. Die Versionsnummer lautete 3.6, um die Nummerierung des alten Projekts fortzuführen.
2010 gewann LogicalDOC den Bossie Award in der Kategorie Dokumenten-Management.

## Lizenz
Der Quellcode von LogicalDOC wird unter GNU LGPLv3 vertrieben.

## Architektur
LogicalDOC wurde mit JAVA-Technologie unter Verwendung von J2SE-Standards und des Tomcat Applications Servers entwickelt. Daher kann es auf verschiedensten Plattformen installiert werden (GNU/Linux, Windows, Mac OS).
Die Architektur von LogicalDOC basiert auf folgenden Technologien:
- Apache Tomcat Application Server
- Java SE 7 (JDK 1.7 oder höher)
- GWT (Google Web Toolkit – Ajax)
- Lucene
- Spring Framework

Durch die schlanke Architektur kann LogicalDOC auf einer breiten Palette von Geräten verwendet werden, um Cloud/SaaS Dokumentenmanagement zu nutzen.
Daten können in einer relationalen Datenbank (MySQL, Oracle, PostgreSQL usw.) gespeichert werden.

## Allgemeine Merkmale
Ein Dokumenten-Management-System verwaltet private oder geschäftliche Unterlagen und vereinfacht den Zugriff auf frühere Dokumentenversionen. Es ermöglicht die Suche nach Inhalten durch die Nutzung von Volltext-Indizierung. LogicalDOC ist aktuell in 15 Sprachen verfügbar. Es kann so eingerichtet werden, dass die Volltextindizierung für jede unterstützte Sprache durchgeführt wird, um Suchalgorithmen, die auf die speziellen Spracheigenschaften ausgerichtet sind, zu nutzen.
Funktionsumfang von LogicalDOC:
- Dokumenten-Management
- Dokument-Versionen (Neben- und Hauptversionen)
- Bild-Verwaltung
- Archiv-Zugriff via WebDAV und Webservice
- jBPM Workflow
- Lucene
- Unterstützung mehrerer Sprachen
- Multi-Plattform-Unterstützung (Windows, GNU/Linux, Mac OS X)
- Browser-basierte GUI (Internet Explorer, Firefox, Google Chrome, Safari)
- Desktop-Integration mit Microsoft Office und Microsoft Outlook
- Clustering-Unterstützung
- modulare Authentifizierung: LDAP oder Active Directory
- Unterstützung für mehrere Datenbanken: MySQL, PostgreSQL, Oracle, Microsoft SQL Server
- vollständige Dokumenten-Vorschau
- Integrierte OCR- und Barcode-Erkennung
- Integrierte TWAIN-Scanner-Unterstützung
- Clustering